# Clarksville (Indiana)
Clarksville is een plaats (town) in de Amerikaanse staat Indiana, en valt bestuurlijk gezien onder Clark County.

## Demografie
Bij de volkstelling in 2000 werd het aantal inwoners vastgesteld op 21.400. In 2006 is het aantal inwoners door het United States Census Bureau geschat op 21.308, een daling van 92 (-0,4%).

## Geografie
Volgens het United States Census Bureau beslaat de plaats een oppervlakte van 26,3 km², waarvan 26,1 km² land en 0,2 km² water. Clarksville ligt op ongeveer 200 m boven zeeniveau.

## Plaatsen in de nabije omgeving
De onderstaande figuur toont nabijgelegen plaatsen in een straal van 12 km rond Clarksville.